# Миграционное законодательство Российской Федерации
Миграционное законодательство России прошло через несколько этапов эволюции. Эти изменения затронули как внешнюю, так и внутреннюю миграцию. Наиболее фундаментальным из них была отмена крепостного права в 1861 году. В советское время формально признавалась свобода как эмиграции, так и иммиграции, но реально получить все необходимые документы для выезда за границу часто было затруднительно. Кроме этого, внутреннюю иммиграцию регулировал институт прописки, хотя в последнем случае эквивалентные ограничения существовали и существуют во многих других странах (например, аналогичные прописке local residency requirements и in-state vs. out-of-state fees and licenses в США). Новый этап развития миграционного права начался с принятием ныне действующей Конституции Российской Федерации, а также законов «О беженцах» и «О вынужденных переселенцах». Так же в 1992—1993 гг. Россия присоединилась к Конвенции ООН 1951 г. о статусе беженцев и Протоколу 1967 г., касающемуся статуса беженцев, Всеобщей декларации прав человека, Международному пакту о гражданских и политических правах, Международной конвенции о ликвидации всех форм расовой дискриминации, Европейской конвенции о защите прав человека и основных свобод и другим международным нормам, устанавливающим, в том числе, миграционные права и свободы.. Законотворческая деятельность Госдумы детализировала это законодательство после того как тематика иммиграции в России приняла весьма актуальный социально-экономический характер.

## Миграционные права и свободы
Сейчас в Российской Федерации для граждан РФ и для всех людей, законно находящихся на её территории, установлена свобода передвижения по территории страны и выезда за её пределы, свобода выбора мест пребывания, проживания и жительства. Данные свободы могут быть ограничены только на основании федерального закона или решения суда. Гражданин РФ имеет право беспрепятственно возвращаться в Российскую Федерацию, и это право не может быть ограничено ни в каком случае (ст. 27 Конституции РФ).

## Регистрация и учёт по месту пребывания или жительства
С 1993 года в России отменена прежняя прописка, и взамен её введена регистрация граждан РФ по месту жительства и по месту пребывания, которая носит не разрешительный, а уведомительный характер. Срок, в течение которого гражданин обязан регистрироваться — семь дней со дня прибытия на новое место жительства и 90 дней со дня прибытия на новое место пребывания. Регистрация или отсутствие таковой не могут служить основанием ограничения или условием реализации прав и свобод граждан.
Для иностранных граждан и лиц без гражданства предусмотрена постановка на учёт по месту временного пребывания, регистрация по месту временного проживания и регистрация по месту жительства. Это составляет государственный миграционный учёт. За исключением территорий и объектов с регламентированным посещением для иностранных граждан, учёт не носит разрешительного характера и не ограничивает свободу передвижения.

## Правовые основы в настоящее время
В настоящее время правовую основу национального миграционного законодательства Российской Федерации составляют:
- Конституция Российской Федерации
- Международные договоры Российской Федерации, в том числе:
  - Соглашение между Правительством Российской Федерации и Правительством Украины о безвизовых поездках граждан Российской Федерации и Украины от 16 января 1997 года[5]
  - Соглашение от 30 ноября 2000 года между Правительством Республики Беларусь, Правительством Республики Казахстан, Правительством Кыргызской Республики, Правительством Российской Федерации и Правительством Республики Таджикистан о взаимных безвизовых поездках граждан.[6]
- Федеральный закон «О праве граждан Российской Федерации на свободу передвижения, выбор места пребывания и жительства в пределах Российской Федерации» от 25 июня 1993 г. № 5242-I
- ФЗ «О порядке выезда из Российской Федерации и въезда в Российскую Федерацию» от 15 августа 1996 г. № 114-ФЗ
- ФЗ «О гражданстве Российской Федерации» от 31 мая 2002 г. № 62-ФЗ
- ФЗ «О правовом положении иностранных граждан в Российской Федерации» от 25 июля 2002 г. № 115-ФЗ
- ФЗ «О миграционном учёте иностранных граждан и лиц без гражданства в Российской Федерации» от 18 июля 2006 г. № 109-ФЗ

Во исполнение их также были приняты:
- Постановление Правительства РФ от 9 июля 2003 года № 335 «Об утверждении Положения об установлении формы визы, порядка и условий её оформления и выдачи, продления срока её действия, восстановления её в случае утраты, а также порядка аннулирования визы»   (недоступная ссылка)
- Постановление Правительства РФ от 24 марта 2003 г. № 167 «О порядке представления гарантий материального, медицинского и жилищного обеспечения иностранных граждан и лиц без гражданства на период их пребывания в Российской Федерации»   (недоступная ссылка)
- Постановление Правительства РФ от 4 июля 1992 года № 470 «Об утверждении перечня территорий Российской Федерации с регламентированным посещением для иностранных граждан»
- Постановление Правительства РФ от 16 августа 2004 г. № 413 (ред. от 06.05.2006 г.) «О миграционной карте»
- Приказ ФМС РФ «Об утверждении Административного регламента по предоставлению Федеральной миграционной службой государственной услуги по осуществлению миграционного учёта в Российской Федерации» от 6 июня 2009 г. № 159 (Зарегистрировано в Минюсте РФ 27.08.2009 № 14635)

## Законодательство для временной трудовой иммиграции
В настоящее время в России действует три основных вида разрешительных документов, которые определяют четыре основных канала временной трудовой миграции. Эти каналы существенно различаются по масштабам потоков и по составу трудящихся мигрантов:
1. Первый вид - это обычные разрешения на работу, среди которых выделяются две категории

- выдаваемые в рамках ежегодно устанавливаемой квоты (которая на протяжении 2010-2012 годов составляла 1,7 миллиона разрешений),
- выдаваемые без квоты представителям отдельных профессий, список которых ежегодно утверждается Министерством труда (т.н. «квалифицированным специалистам»),

1. Второй вид разрешений на работу выдается без учета квот так называемым высококвалифицированным специалистам
2. Третий вид документов – это так называемые патенты (точнее – лицензии) для работы в частных домашних хозяйствах, выдаваемые  гражданам стран с безвизовым порядком въезда в Россию.
3. Еще один, четвертый канал трудовой миграции открыт для граждан стран, входящих в Таможенный союз. Им разрешительных документов для занятия трудовой деятельностью в России не требуется.